# バック・ドア・サンタ
「バック・ドア・サンタ」（Back Door Santa）は、盲目のミュージシャン、クラレンス・カーターが1968年に発表した楽曲。ハードロック系のグループにカバーされることが多い。

## 概要
1968年11月、様々なアーティストによるコンピレーション・アルバム『Soul Christmas』がアトランティック・レコード傘下のレーベル、アトコから発売される。カーターの「バック・ドア・サンタ」はその1曲目に収録された。同年12月、シングルとしても発表された。B面は「That Old Time Feeling」。アレンジとプロデュースはリック・ホールが務めた。翌1969年、自身のアルバム『Testifyin'』に収録された。
クリスマスソングであるにもかかわらず歌詞はきわめて反道徳的である。カーターは次のように歌う。「俺の名はバック・ドア・サンタ／夜明けとともに駈け回り／女の子を残らず幸せにすることができる／男どもが留守の間にな」

## カバー・バージョン
- ボン・ジョヴィ - 1987年10月、スペシャルオリンピックスの慈善アルバム『A Very Special Christmas』が発売される。計15のアーティストが参加した同アルバムに収録。
- ブラッド・デルプ - 1987年のアルバム『Christmas Jammin' with Brad Delp』に収録。
- ジェット - 2004年のコンピレーション・アルバム『Rare Tracks』に収録。
- ブラック・クロウズ - 2005年12月、フリーのダウンロードで発表。ブラック・クロウズのバージョンは『ミッション:インポッシブル3』や『ジングル・オール・ザ・ウェイ』などの映画で使用された。
- エリオット・ヤミン - 2008年のアルバム『My Kind of Holiday』に収録。
- ジョン・ヴェリティ・バンド - 2015年のアルバム『Back Door Santa Got the Blues for Christmas』に収録。